# Notophyllia piscacauda
Espèce
Statut CITES
Notophyllia piscacauda est une espèce de coraux appartenant à la famille des Dendrophylliidae.